# Cobitis meridionalis
Cobitis meridionalis – gatunek słodkowodnej ryby karpiokształtnej z rodziny piskorzowatych (Cobitidae).

## Występowanie
Jezioro Prespa na Bałkanach.